# Борго (район)
Борго (итал. Borgo) — район Рима, расположенный от Ватиканского дворца до замка Святого Ангела. Название происходит от нем. Burg в значении «город», которое стало итал. Borgo. При строительстве улицы Via della Conciliazione в 1936—1950 годах были разрушены средневековые постройки района, в котором находились пристанища для паломников со всего мира. Герб Борго изображает лежащего льва перед горой, над которой стоит звезда. Лев — символ папы Льва IV, построившего Civitas Leonina, а также папы Сикста V, который включил Борго в состав города.
Постройки в районе Борго:
Площади
- piazza Scossacavalli (разрушена в 1937 году)

Дороги
- Via della Conciliazione
- Vicolo del Campanile
- Borgo Pio
- Borgo Santo Spirito

Здания
- Замок Святого Ангела
- Hospital of Santo Spirito
- Палаццо Торлония
- Palazzo dei Penitenzieri
- Palazzo dei Convertendi
- Palazzo Cesi
- Palazzo Rusticucci
- Palazzo Alicorni
- Palazzo del Commendatore

Церкви
- Санта-Мария-ин-Траспонтина
- Santo Spirito in Sassia
- San Lorenzo in Piscibus
- Santi Michele e Magno
- San Giacomo a Scossacavalli (разрушена в 1937 году)
- Sant’Angelo ai Corridori (разрушена в 1940 году)

Ворота
- Порта Кастелло
- Порта Санто-Спирито

Мосты
- мост Святого Ангела
- Ponte Vittorio Emanuele II

Другие сооружения
- пассетто
- Леонинская стена
- фонтан пушечных ядер